# Merope (Stern)
Merope ist der Eigenname des in den Plejaden gelegenen Sterns 23 Tauri. Der Stern ist nach Merope, der Tochter des Atlas in der griechischen Mythologie benannt. Wie alle Sterne der Plejaden wird Merope gelegentlich vom Mond bedeckt.
Er hat eine scheinbare Helligkeit von +4,2 mag, gehört der Spektralklasse B6 IVe an und ist etwa 360 Lichtjahre von der Erde entfernt. Gemäß Messungen der Gaia-Mission befindet sich der Stern sogar lediglich in einer Entfernung von 340 ± 15 Lichtjahren Entfernung. Damit wäre er einer der nächsten Sterne der Plejaden.
Der Stern ist des Weiteren ein Be-Stern und veränderlich. Er gehört entweder zu den langsam pulsierenden B-Sternen oder zu den Lambda-Eridani-Sternen.